# Parvati
Parvati este numele unei zeițe din mitologia hindusă. Ea este soția zeului Shiva. Parvati este o zeiță importantă în shaktism. Alte nume ale ei sunt: Uma, Gauri, Shakti, Urvi, Hemavati, Aparna, Kamakshi. Copiii ei sunt Ganesha și Kartikeya. Această zeiță este însoțită de un leu/tigru.

## Festivaluri
- Navaratri
- Bathukamma
- Durga puja
- Gauri Puja
- Atla Tadde
- Vijayadashami
- Teej
- Thiruvathira
- Gowri Habba

## Manifestări

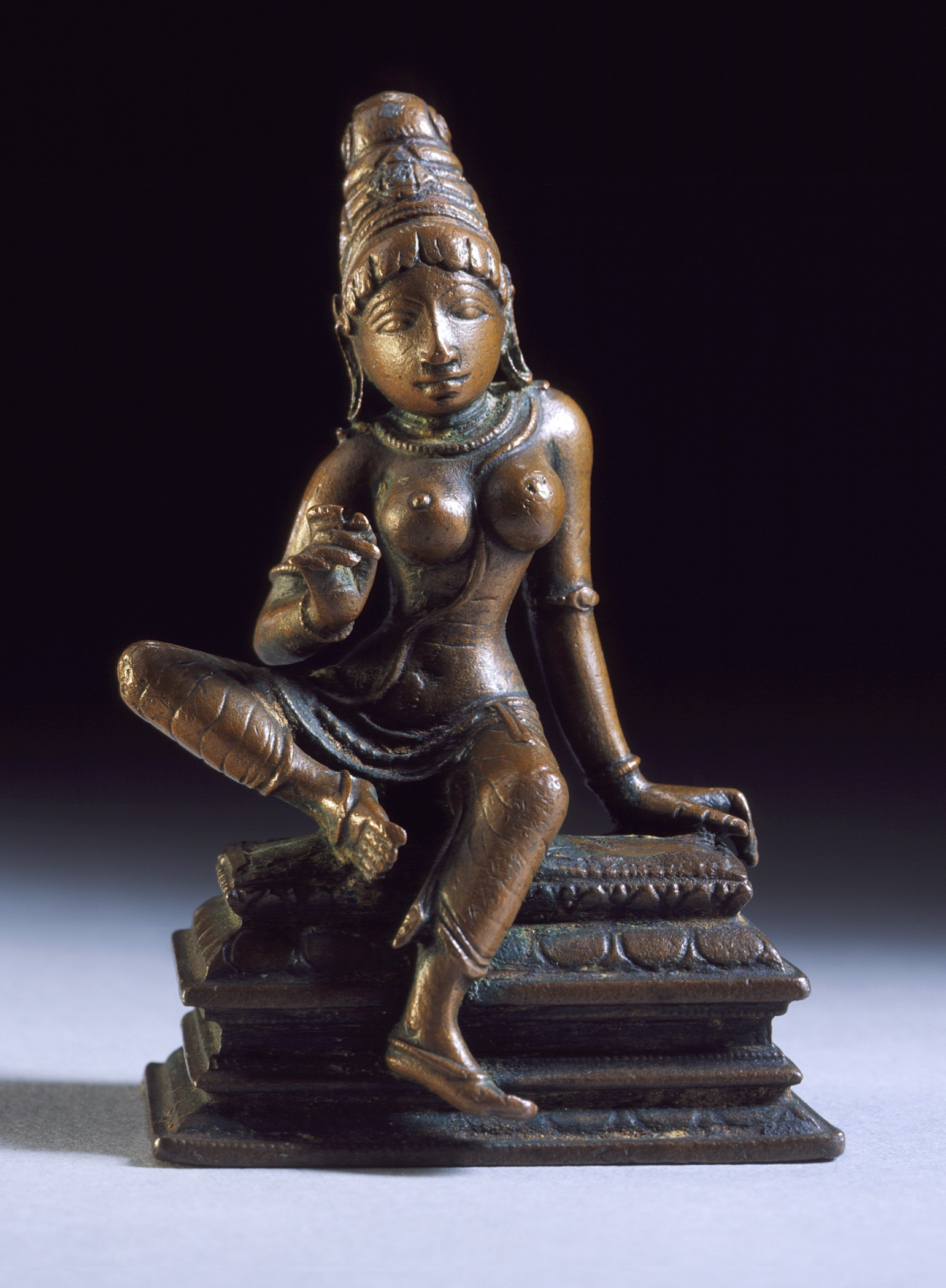
Sculptură cu Parvanti, sec. XI

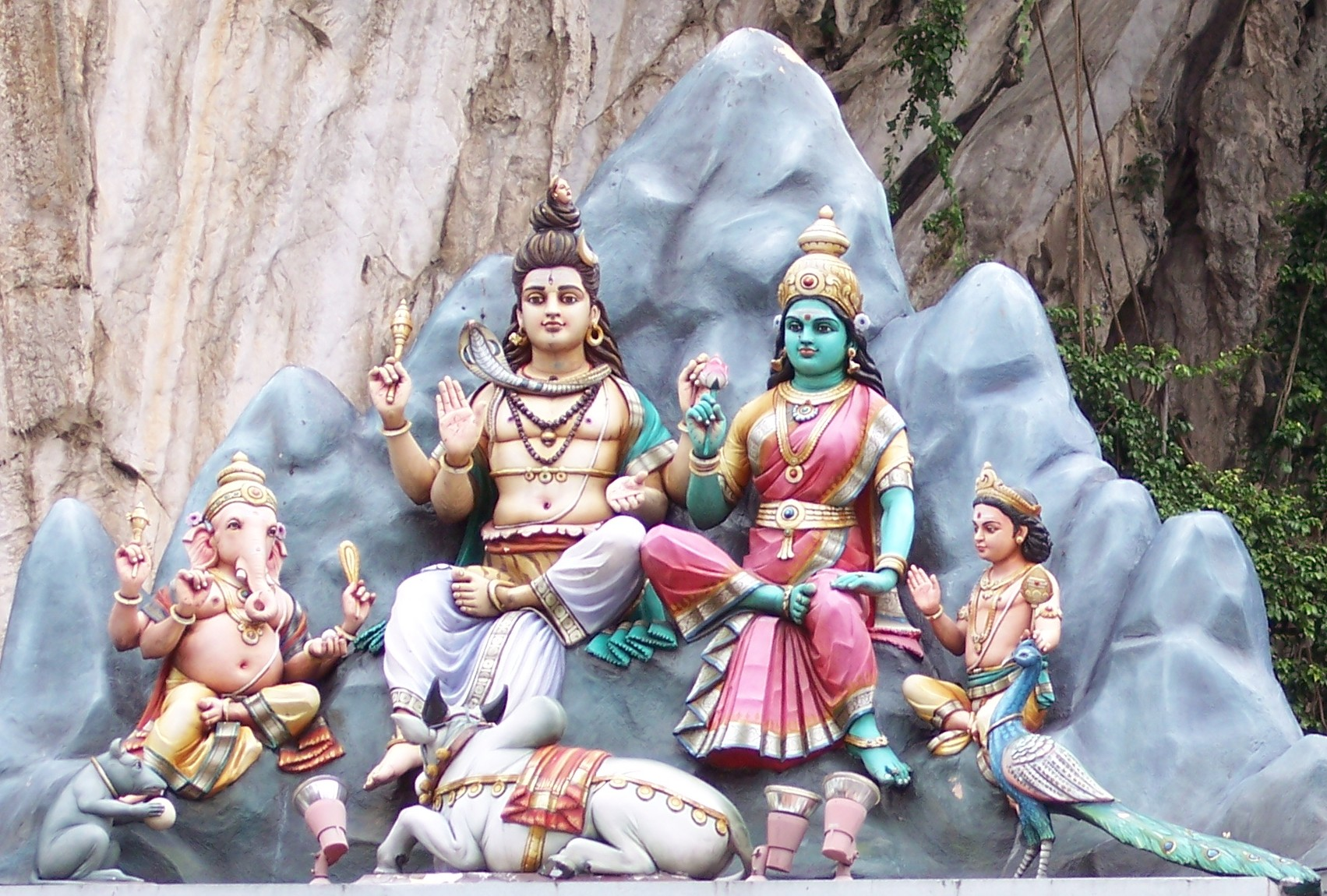
Familia divină formată din Shiva și Parvanti, și copiii lor, Ganesha și Kartikeya.

În Devi Bhagavata Purana, Parvati este progenitorul liniar al tuturor celorlalte zeițe. Ea este venerată ca una cu multe forme și nume. Forma sau întruparea ei depinde de starea ei de spirit. De exemplu:
- Durga este o formă de luptă împotriva demonilor a Parvati, iar unele texte sugerează că Parvati a luat forma lui Durga pentru a ucide demonul Durgamasur . Durga este venerat în nouă forme numite Navadurga . Fiecare dintre cele nouă aspecte descrie un punct din viața lui Parvati. Ea, ca Durga, este, de asemenea, venerată ca ucigașa demonilor Mahishasura , Shumbha și Nishumbha. Ea este venerată ca Ashtabhuja Durga în statele bengaleze și ca Kanakadurga în statele telugu.
- Shakhambari și Satakshi sunt două dintre formele asumate de Parvati pentru a învinge Durgamasura. Prima este Zeița legumelor și a alimentelor organice, în timp ce se spune că cea din urmă a umplut corpurile de apă ale pământului cu lacrimile ei în timpul unei secete mari.
- Mahakali este cea mai feroce formă de Parvati, ca zeiță a timpului și a schimbării, reprezentând puterea brută și curajul și disoluția supremă. Kali este șeful Dasa Mahavidya , un panteon de zece zeițe care, ca și Navadurgas, sunt încarnări ale Parvati. Kali este venerat ca Bhadrakali în sud și ca Dakshina Kali în nord. Ea este venerată ca Mahakali în toată India. Ea este membră și, de asemenea, sursa lui Tridevi . Ea este aspectul feminin al lui Parabrahman , deoarece este progenitorul tuturor energiilor primare. Ea este forma activă a lui Adishakti . Ea reprezintă tamasguna, iar ea este dincolo de cele trei Gunas, prin faptul că este forma materială a întunericului gol în care universul ajunge să existe și, în cele din urmă, totul se dizolvă în ea. Ea este „ Kriya Shakti” a Trishakti și sursa celorlalți Shaktis. Ea este Kundalini Shakti care locuiește adânc în nucleul fiecărei forme de viață existente.
- Sub forma shaktiselor feminine ale diferitelor zeități masculine majore, Devi se manifestă ca Saptamatrikas : Brahmani , Vaishnavi , Maheshwari , Indrani , Varahi , Kaumari , Chamunda (sau Ashtamatrikas atunci când sunt descrise împreună cu Narasimhi / Pratyangira , Vinayaki fiind o matrică suplimentară. Varuni , Yami s-a sugerat, de asemenea, să facă parte din acest panteon uneori.
- Tripura Sundari , în ciuda faptului că este al 2-lea Mahavidya, este cea mai venerată formă de Parvati chiar după Kali și Durga. Lalita Sahasranama este o colecție de 1000 de numele de Parvati și este folosită în cult ei în Sri Vidya sampradaya Tantra.
- Bala Tripurasundari , forma copilă a zeiței, reprezentând natura jucăușă și inocentă a copiilor, precum și potențialul lor neîncetat.
- Brahmari Devi este întruparea cu șase picioare a albinelor din Parvati, pe care ea și-a asumat-o pentru a ucide demonul Arunasura, potrivit Devi Bhagavata Purana.
- Nanda Devi / Ekanamsha este fiica păstorului Nanda și a soției sale Yashoda. Parvati / Yogamaya / Vishnumaya s-a născut ca fiica lor în yuga Dvapara pentru a-l proteja pe fratele ei Lordul Krishna și a-l admonesta pe demonul Kansa. Este venerată ca Vindhya-Vasini.
- Kaushiki , uneori abordat ca Chandika este o manifestare a Parvati; are culoarea neagră, are opt brațe și călărește un leu, este venerată cu faimoșii Devi Suktam și Narayani Stuti. Ea este principala zeitate a Devi Mahatmyam , considerat a fi cel mai important text Shakta. Se citește în privat sau în adunări uriașe fiecare Navaratri în cinstea Sa.
- 52 Shakti Peethas sugerează că toate zeițele sunt expansiuni ale zeiței Parvati. Fiecare dintre peethas a fost format atunci când o parte din corpul zeiței Sati a căzut pe pământ. Sati fiind încarnarea anterioară a lui Parvati nu este separat de Ea.
- Există mai multe zeițe locale numite Grama Devis, care sunt venerate în temple renumite din toată India. Se crede că mulți dintre ei sunt întrupările din Parvati. Acestea sunt toate manifestări regionale ale Mamei Divine, deseori invocate pentru a proteja satul de epidemii și foamete.
- Meenakshi , Zeita cu ochii în formă de pești. Ea este Regina lui Madurai și se spune că s-a născut din devotata regină fără copii și regele regiunii. S-a născut cu 3 sâni, care au fost profețiți să dispară când își va întâlni viitorul soț. În cele din urmă, a cunoscut-o pe Shiva și se întoarce la Kailasa ca Parvati.
- Kamakshi , Zeița iubirii și devotamentului. Este indiferentă de Zeița Tripura Sundari
- Vishalakshi , Zeița care o așteaptă pe iubita ei. Templul ei este în Varanasi, cu pleoape deschise vreodată, ea îl așteaptă pe soțul ei, Lord Shiva.
- Akhilandeshwari, găsit în regiunile de coastă din India, este zeița asociată cu apa. [47]
- Annapurna este reprezentarea a tot ceea ce este complet și a mâncării. Se spune că Parvati și-a asumat această formă pentru a-i învăța pe locuitorii din Kailasa valoarea mâncării. Ea locuiește în Kashi ca soție a lordului Vishwanatha.
- Kanya Kumari , Zeița mereu virgină. Conform tradițiilor, demonul Banasura ar putea fi ucis doar de o fată virgină. Pentru a-i facilita moartea (de când începuse să-l hărțuiască pe om și pe Dumnezeu), Parvati s-a născut sub numele de Sri Kumari sau Sri Bala Bhadrakali. Ea așteaptă la vârful sudic al Indiei, așteptând ca mirele ei Lord Shiva să se căsătorească cu ea.
- Gayatri , Devi asociați cu Vedele și cunoștințele pe care le adăpostesc.
- Mahalakshmi , shakti-ul lui Vishnu , care se manifestă în continuare ca Ashtalakshmi , reprezintă diferitele tipuri de prosperitate tangibilă și intangibilă pe care lumea le cere pentru a prospera. Ea este venerată ca Ambabai în statele occidentale și Kanaka Maha Lakshmi în statele din est. Ea este al doilea membru al Tridevi . Ea reprezintă guna Rajas . Ea este „ Iccha-shakti ” a Trishakti.
- Mahasaraswati , shakti-ul lui Brahma , care se manifestă ca Maha Saraswati în Kashmir shakti peetha, Vidya Saraswati în Basara, Sharada Devi în Shringeri. Ea reprezintă Pranava, cea mai sfântă silabă „Om”. Ea este zeița tuturor cunoașterii, patronul tuturor formelor de artă, sursa oricărei înțelepciuni, zeița care dă fluență în limbaj, pentru a ajuta la comunicare, care este vitală pentru supraviețuire. De asemenea, este membră a Tridevi . Ea reprezintă guna Sattva . Ea este „ Jnana Shakti” a Trishakti.
- Navadurga , Cele nouă forme ale Durga: Shailaputri , Brahmacharini , Chandraghanta , Kushmanda , Skandamata , Katyayani , Kaalratri , Mahagauri , Siddhidhatri .
- Dasa Mahavidya , cele zece manifestări tantrice ale Devi: Mahakali , Tara , Tripura Sundari , Bhuvaneshwari , Bhairavi , Bagalamukhi , Dhumavati , Chinnamasta , Matangi , Kamala .

Această zeiță este venerată în special în India și Nepal.
Mantrele ei sunt:
Sarva-Mangala-Maangalye Shive Saarvartha-Sadhike Sharanye-Trayambake Gauri Narayani Namostute; Om Namo Bhagavati Parvatey namaha.
Pārvatī este Zeița mamă, Zeița puterii creatoare, a energiei divine, a devotamentului, a căsătoriei, a maternității, a iubirii, a copiilor, a fertilității și a armoniei.

## Familia lui Parvati
| Parvati | Parvati | Parvati | Parvati | Parvati | Parvati |         |         |         |         |         |         |  |  |           |           |           |           |           |           | Shiva | Shiva | Shiva | Shiva | Shiva | Shiva |  |  |  |  |  |  |  |  |
| Parvati | Parvati | Parvati | Parvati | Parvati | Parvati |         |         |         |         |         |         |  |  |           |           |           |           |           |           | Shiva | Shiva | Shiva | Shiva | Shiva | Shiva |  |  |  |  |  |  |  |  |
|         |         |         |         |         |         |         |         |         |         |         |         |  |  |           |           |           |           |           |           |       |       |       |       |       |       |  |  |  |  |  |  |  |  |
|         |         |         |         |         |         | Ganesha | Ganesha | Ganesha | Ganesha | Ganesha | Ganesha |  |  | Kartikeya | Kartikeya | Kartikeya | Kartikeya | Kartikeya | Kartikeya |       |       |       |       |       |       |  |  |  |  |  |  |  |  |